# Toyota Aygo
Toyota Aygo är en stadsbil som lanserades 2005 och är syskonbil med Peugeot 107 och Citroën C1. Beslutet att utveckla modellen togs 2001 av Toyota och PSA Groups, som ville tillverka en mindre bil och dela på utvecklingskostnaderna. Bilarna delar samma plattform, teknik och tillverkas i samma fabrik i tjeckiska Kolin. Namnet Aygo kommer från I – go som betyder ”Jag går”.
Bilen finns som tre- och femdörrars halvkombi. Den första generationen (AB10) tillverkades 2005–2014. Den andra generationen (AB40) lanserades 2014 och har genomgått ett antal uppdateringar . 2014 fick Toyota Aygo fyra stjärnor i EuroNCAP säkerhetsbedömning .

## Aygos utveckling i Sverige
I Sverige gick Aygo till en början enbart att hyra, men sedan hösten 2006 säljs även modellen. I exempelvis Göteborg blev den snabbt populär eftersom den klassas som miljöbil och sålunda fick fri parkering där. Detta är dock inte fallet längre eftersom den fria parkeringen togs bort den 30 juni 2015 på grund av att det fanns för många miljöbilar.

## Aygos egenskaper

### Säkerhet
- Autobroms
- Låsningsfria bromsar ABS med elektronisk bromskraftsfördelning EBD.
- Brake Assist (BA).
- Antisladdsystem VSC (Vehicle Stability Control).
- 6 krockkuddar. Passagerarkrockkudden är urkopplingsbar med nyckel.
- Säkerhetsbälten med bältesförsträckare och kraftbegränsare; fram.

### Motorer
Det finns två motoralternativ, en 1,0 liters, trecylindrig bensinmotor med 68 hästkrafter, och en 1,4 liters diesel med 54 hästkrafter, dieselmotorn marknadsförs ej i Sverige. Den finns som 5-växlad manuell, 5-växlad manuell med start- & stop-system eller som 5-växlad MultiMode M/M, sekventiell manuell växellåda, kallad x-shift av Toyota. Med växellådan x-shift sker växlingen antingen helautomatisk eller genom att föraren trycker eller drar växelspaken för att växla. Kopplingen sker elektroniskt. Man kan även växla med paddlar på ratten.

### Miljödeklaration(2016 års modeller)[3]
Bränsleförbrukning för blandad körning: 4,1 liter/100 km (manuell växellåda), 3,8 liter/100 km (manuell växellåda med start & stop), 4,2 liter/100 km (x-shift växellåda).
Koldioxid CO2 för blandad körning: 95 g/km (manuell växellåda), 88 g/km (manuell växellåda med start & stop), 97 g/km (x-shift växellåda)

### Interiör/Exteriör
Den huvudsakliga skillnaden mellan Aygo och dess syskon är interiören, strålkastararrangemang och logotyper etc. 300 000 bilar planeras att tillverkas per år, 100 000 per märke.

## Bildgalleri
|                                |
| Första generationen 2005- 2014 |

|                                    |
| Första generationen: facelift 2009 |

|                                    |
| Första generationen: facelift 2012 |

|                    |
| Andra generationen |

|                                   |
| Andra generationen: facelift 2018 |